# Musaria volgensis
Musaria volgensis là một loài bọ cánh cứng trong họ Cerambycidae.